# رابرت رزنتال (روانشناس)
رابرت رزنتال (انگلیسی: Robert Rosenthal؛ زادهٔ ۲ مارس ۱۹۳۳) استاد برجسته روان‌شناسی در دانشگاه کالیفرنیا، ریورساید است. علایق او شامل پیش‌گویی خودمحقق‌کننده است. وی در مورد اثر پیگمالیون مطالعاتی انجام داده‌است.
وی همچنین برندهٔ جوایزی همچون کمک‌هزینه گوگنهایم شده‌است.

## زندگی‌نامه
رزنتال در ۲ مارس ۱۹۳۳ در گیسن آلمان متولد شد و در سن ۶ سالگی با خانواده اش آلمان را ترک کرد. در سال ۱۹۵۶ پی‌اچ‌دی خود را از دانشگاه کالیفرنیا، لس آنجلس دریافت کرد. او ابتدا حرفه روانشناسی را با روان‌شناسی بالینی دنبال کرد و سپس به روان‌شناسی اجتماعی پرداخت. از سال ۱۹۶۲ تا ۱۹۹۹ در دانشگاه هاروارد به تدریس پرداخت. در سال ۱۹۹۲ رئیس بخش روانشناسی شد و پروفسور ادگار پیرس استاد او در روانشناسی بود. در سال ۱۹۹۹ از دانشگاه هاروارد بازنشسته و به کالیفرنیا نقل مکان کرد.
بسیاری از کارهای او بر ارتباطات غیرکلامی، به ویژه تأثیر آن در انتظارات، متمرکز شده‌است: به عنوان مثال، در شرایط پزشک و بیمار یا کارمند و مدیر. او جوایز بسیار زیادی را به دست آورده‌است، از جمله مدال طلای ۲۰۰۳ از انجمن روان‌شناسی آمریکا و به انتخاب فرهنگستان هنر و علوم آمریکا. رزنتال همچنین برنده جایزه فرهنگستان هنر و علوم آمریکا هم شده‌است. در سال ۲۰۰۸ استاد دانشگاه کالیفرنیا شد. بر اساس یک نظرسنجی که در نقد روان شناسان عمومی مطرح شده بود، رزنتال به عنوان هشتاد و چهارمین روانشناس قرن بیستم معرفی شد.